# Головновка (Харьковская область)
Головновка (укр. Головнівка) — село,
Сосоновский сельский совет,
Нововодолажский район,
Харьковская область.
Код КОАТУУ — 6324284703. Население по переписи 2001 года составляет 7 (2/5 м/ж) человек.

## Географическое положение
Село Головновка находится на расстоянии в 1 км от реки Ольховатка (правый берег).
Примыкает к сёлам Сосоновка и Низовка.
Рядом проходит железная дорога, ближайшая станция Каравановка в 3-х км.